# みぎわパン
みぎわパン（1964年 - ）は、日本の漫画家、イラストレーター。

## 人物・経歴
愛知県名古屋市出身。夫は漫画家の逆柱いみり。
高等学校卒業後、デザイン系専門学校に通いながら、小劇団活動や彫刻のモデルなどに従事。
1985年に『ガロ』（青林堂）掲載の「ぱんこちゃんになろうっ」で漫画家デビュー。
なお、さくらももこの漫画『ちびまる子ちゃん』の登場人物「みぎわ花子」の名前は、彼女から取られている。

## 作品リスト
- 『ぱんこちゃんになろうっ』青林堂、1986年11月、ISBN 4-7926-0158-4[3]
- 『ぱんこちゃん』青林堂、1990年[4]
- 『乙女の大ピンチ』祥伝社（Feelコミックス）、1998年 - 日本おベンピ本舗名義